# 1991年雲仙岳噴發
1991年雲仙岳噴發（平成大噴發）是指1991年6月3日发生在日本雲仙岳的一场火山灾害。

## 概述
1990年7月開始發生地震，11月17日喷发。1991年6月3日下午4時8分，雲仙岳發生火山碎屑流，包括學生、火山學者（包括莫里斯·克拉夫特夫婦與哈利·格里肯）、警察、消防人員、司機等在內的43人死亡失蹤、9人輕重傷、179棟建築物被害。1995年2月11日發生最後一次火碎流，2月火山地震急遽減少，從1991年起開始爆發的熔岩停止。1991年至1995年的熔岩噴出量約2億立方米。

## 經過
發源於雲仙岳的南川於5月15日發生首次泥石流，19日、20日、21日又發生三次泥石流。島原市每次都向南川沿岸的城鎮發布避難勸告，居民們得以順利撤離，沒有發生人員傷亡。
5月20日下午，雲仙岳火山口出現一個新的熔岩穹丘並不斷增大，直徑達到約40公尺。24日，部分熔岩穹丘坍塌成熔岩塊，火山碎屑流開始更頻繁地發生。 5月26日，南川的火山碎屑流向下游流動約2.5公里，逼近距離居民區500公尺以內。上小場地區後方一座水壩的一名工人被燒傷，同一天，上小場地區根據《災害管理基本法》發布了第一個疏散警告。此外，5月29日的火山碎屑流進入距離居民區200公尺以內，引發下游山林發生森林火災。
為了拍攝火山碎屑流，媒體記者和攝影師開始將距離熔岩丘4.0公里、距離泥石流多發地南川200公尺的北上小葉町縣道作為拍攝地點（海拔40公尺），儘管該地處於避難勸告區內。由於這裡可以直接看到雲仙岳，因此受到媒體的追捧，不久之後就被暱稱為「定點」。於是，24日之後，當第一場火山碎屑流發生時，媒體人員的10多輛車就停在「定點」。1991年，各新聞社開始在報紙上使用彩色照片，並爭相用彩色照片報導道雲仙岳災難。當《每日新聞》在5月28日成功拍攝到夜間火山碎屑流時，競爭變得更加激烈。
火山碎屑流首次被清晰地拍攝到視訊畫面，引起了世界各地的廣泛關注，許多火山學家和政府官員進入疏散警告區進行採訪和拍攝。5月28日，土木工程研究所（當時的建設部）的工作人員公佈了他們在熔岩穹丘下方500公尺處的火山碎屑流現場拍攝的照片。 6月2日下午，另一組學者進入火山碎屑流坑口尖端，對現場進行了約一小時的調查，並拍攝了照片並向公眾發布。
越來越多的觀眾開始湧向雲仙山周圍地區觀看煙霧。特別是6月2日（星期天），許多縣外的觀眾聚集在南川周圍，用望遠鏡觀看火山碎屑流，並用攝影機拍攝，導致國道57號線交通堵塞。
6月3日下午3:30，中小型火山碎屑流頻繁出現，首次較大火山碎屑流出現在15時57分。雖然火山碎屑流和火山碎屑湧浪（由火山碎屑流引起）沒有到達壓力覆蓋的“定點”，但由於從早晨開始就不斷下雨，火山碎屑流產生的火山灰覆蓋了周圍區域，“定點”附近的能見度明顯降低。
6月3日下午4點08分，熔岩穹丘底部像山崩一樣坍塌，引發了迄今為止最大的火山碎屑流。火山碎屑流伴隨著高溫爆炸風（火山碎屑湧），從山谷出口向正東移動，到達距離火山口約4.3公里的島原市北上小場。火山碎屑流也流向了赤松谷川，但一陣突如其來的南風將火山碎屑流吹向了“定點”，該地區的居民、消防員以及攝製組迅速拋下相機，朝上風處逃竄，毫髮無損。
同時，在火山碎屑流「定點」受災的記者們，已將包租的計程車和公司車輛朝南停放，並保持引擎熄火，以便一旦發生意外，能夠立即撤離。然而，由於能見度低，加上從上述赤松谷川方向湧來的火山碎屑流，即使是從上風處逃生，也難以阻擋，最終只能勉強撤離。距離「定點」數百公尺的農業訓練所的消防隊員將火山碎屑流的轟鳴聲誤認為是泥石流，在離開訓練所前往南川檢查時遭到火山碎屑流湧動的襲擊。許多成員設法自行逃離疏散警告區，但遭受嚴重燒傷和呼吸道損傷。

## 傷亡
43人死亡或失蹤：
- 媒體人員16人（含兼職學生。每日新聞3人、長崎電視台3人、日本電視台2人、NHK2人、九州朝日廣播2人、朝日電視台1人、日本經濟新聞1人、讀賣新聞1人、自由撰稿人1人）
- 三位火山學家（克拉夫特夫婦和美國地質調查局的哈利·格里肯）
- 兩名警察引導疏散，12名消防員守衛。
- 四名計程車司機、兩名正在拆除市議會選舉海報板的工人以及四名正在田間勞動的居民。

遇難的讀賣新聞攝影師被發現手裡拿著尼康F4相機。雖然相機因高溫而褪色，但仍拍攝到7幀火山碎屑流的鏡頭。此外，發生大量傷亡的「定點」附近均位於疏散勸告區內。
2005年6月，在火山碎屑流中喪生的日本電視台攝影師使用的專業攝影機被發現。攝影機因火山碎屑流的高溫而熔化並嚴重受損，但他們通過取出裡面的錄像帶並小心地將其剝離，成功修復了攝影機。影片記錄了報道第一股火山碎屑流的記者們、沒有注意到第二股大型火山碎屑流逼近而一直報道到「定點」被擊中前的記者們及警車發布疏散公告的圖像、聲音。鏡頭的最後，攝影師注意到了似乎是火山碎屑流的聲音，說：“那是什麼聲音？糟了”，並將鏡頭指向了雲仙岳的方向。影像以「NNN文獻'05：破除封印：雲仙火山碎屑流第378次遺囑」於同年10月16日播出，目前與融化的相機一起在雲仙岳災害紀念館（島原市）展出。
1991年6月3日，混雜著火山碎屑的陰暗雨水落在山腳下。

## 外部連結
- 1990-1995 雲仙普賢岳噴火 （页面存档备份，存于） - 內閣府（日語）